# Joachim Wussow
Joachim Wussow (* 9. Dezember 1903 in Berlin; † 7. September 1964 in Wilhelmshaven) war ein deutscher Manager.

## Biografie
Wussow kam als Sohn des Friedrich Wussow in Berlin zur Welt. Sein Vater war Generaldirektor der Großen Berliner Straßenbahn. Nach dem Abitur an einem Berliner Gymnasium absolvierte er eine Lehre bei der Exportfirma Bromberg & Co. in Hamburg.
Anschließend arbeitete der sprachbegabte Wussow bei der Deutsch-Südamerikanischen Bank in Berlin und bei einem Bleibergewerkskonzern in Madrid. Es folgten Tätigkeiten in Malaga, im Nahen Osten, Alexandria und Kairo. Nach seiner Rückkehr nach Deutschland trat Wussow in die Auslandsabteilung der AEG.
1929 wurde er Vorstandsmitglied der zum AEG-Konzern gehörigen Olympia Büromaschinen AG in Erfurt und später Vorstandsvorsitzender. Unter seiner Leitung wurde nach Ende des Zweiten Weltkriegs das Unternehmen in Wilhelmshaven wieder aufgebaut. Er bekleidete Aufsichtsratsposten bei der Ardeltwerke GmbH in Wilhelmshaven sowie der Gießerei Sande GmbH und war Beiratsmitglied des Gerling-Konzerns in Köln. Er war Vizepräsident der IHK Oldenburg und Ratsherr der Stadt Oldenburg.

## Ehrungen
- 1952: Verdienstkreuz (Steckkreuz) der Bundesrepublik Deutschland
- 1956: Großes Verdienstkreuz der Bundesrepublik Deutschland